# Liste geflügelter Worte/C

## Ça ira!

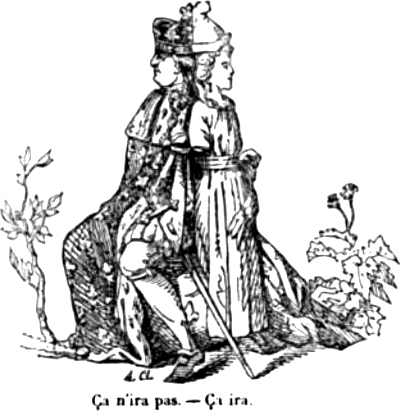
Die Monarchie und die französische Republik:
„Ça n’ira pas, ça ira.“

Der US-amerikanische Staatsmann und Schriftsteller Benjamin Franklin war 1777 – also noch vor Ausbruch der Französischen Revolution – als Gesandter der dreizehn Vereinigten Staaten nach Frankreich geschickt worden und antwortete, wenn man sich bei ihm nach den Fortschritten der Revolution in Amerika erkundigte, mit der kurzen französischen Floskel:
„Ça ira!“
„Es wird schon gehen!“
Ça ira ist der Beginn eines Kampfliedes aus der Zeit der Französischen Revolution, das 1790 entstand. Es rief zum Kampf gegen Aristokratie, Klerus und Adel auf.
| Original | Übersetzung |
| --- | --- |
| Ah! ça ira, ça ira, ça ira, Les aristocrates à la lanterne! Ah! ça ira, ça ira, ça ira, Les aristocrates on les pendra! | Ah, wir werden es schaffen, Die Adeligen an die Laterne! Ah, wir werden es schaffen, Die Adeligen werden wir aufknüpfen! |

Ça ira ist auch eine Sammlung von sechs Gedichten des deutschen Schriftstellers Ferdinand Freiligrath.

## Canossa-Gang

Heinrich bittet Mathilde und Abt Hugo von Cluny um Vermittlung

Der Gang nach Canossa war ein Meilenstein im Investiturstreit. Im 11. und 12. Jahrhundert stritten Kaiser und Papst um die Macht der Kirche, so zum Beispiel über das Recht der Investitur, also um das Recht der Einsetzung von Bischöfen und Äbten in ihre Ämter.
Papst Gregor VII. verhängte im Verlaufe des Investiturstreits den Kirchenbann über König Heinrich IV.:
„spreche ich König Heinrich (…) die Herrschaft über das Reich der Deutschen und Italiens ab, löse alle Christen vom Eid, den sie ihm geleistet haben (…) und untersage, dass ihm irgendjemand fortan als König diene (… und) binde ich ihn als Dein [i.e. Gottes] Stellvertreter mit der Fessel des Kirchenbannes.“
Dies bedeutete aus mittelalterlicher Sicht Vogelfreiheit. Damit waren Heinrich auch alle kirchlichen Sakramente wie beispielsweise Heirat, Absolution, Krankensalbung und ein Begräbnis auf einem kirchlichen Friedhof verwehrt.
Um von diesem Bann erlöst zu werden, zog Heinrich, natürlich mit Armee und Gefolge als Begleitung, über die Alpen nach Italien, um den Papst zu treffen. Dieser zog sich, aus Angst vor einem Angriff, auf die Burg Canossa zurück, doch Heinrich belagerte ihn nicht, sondern kam mehrere Tage mit Frau und Kind barfuß vor die Burg und bat den Papst um Vergebung, die Gregor ihm schließlich gewährte.
Heinrich erlangte durch die Aufhebung des Bannes einen Großteil seiner Handlungsfreiheit zurück.
1872 wurde dieses Ereignis vom Reichskanzler Otto von Bismarck in seiner Rede vor dem Reichstag mit dem Satz „Seien Sie außer Sorge, nach Canossa gehen wir nicht – weder körperlich noch geistig.“ aufgegriffen. Dem war ein Streit mit der katholischen Kirche vorausgegangen, der so genannte Kulturkampf, in dem der Papst den deutschen Gesandten beim Heiligen Stuhl abgelehnt hatte.

## Capua der Geister

Hannibals Route

So nennt der Dramatiker Franz Grillparzer in seinem 1843 veröffentlichten Gedicht Abschied von Wien die österreichische Hauptstadt. Grillparzer vergleicht Wien mit dem antiken Capua, dessen üppiges Wohlleben Hannibals Kriegern die Lust zum Kämpfen nahm. Ähnlich lasse Wien die künstlerischen Kräfte erschlaffen, da die Künstler nur noch mit der passiven Aufnahme des Schönen um sich herum beschäftigt sind:
Schön bist du, doch gefährlich auch

Dem Schüler wie dem Meister

Entnervend weht dein Sommerhauch,

Du Capua der Geister!
Dieser nicht sehr schmeichelhafte Vergleich setzt Wien mit der durch ihren Luxus sprichwörtlich gewordenen antiken Stadt gleich, die nach der Schlacht von Cannae von den Römern zu den siegreichen Karthagern überlief.

## Carpe diem
"Nutze den Tag", wörtlich "Pflücke den Tag".

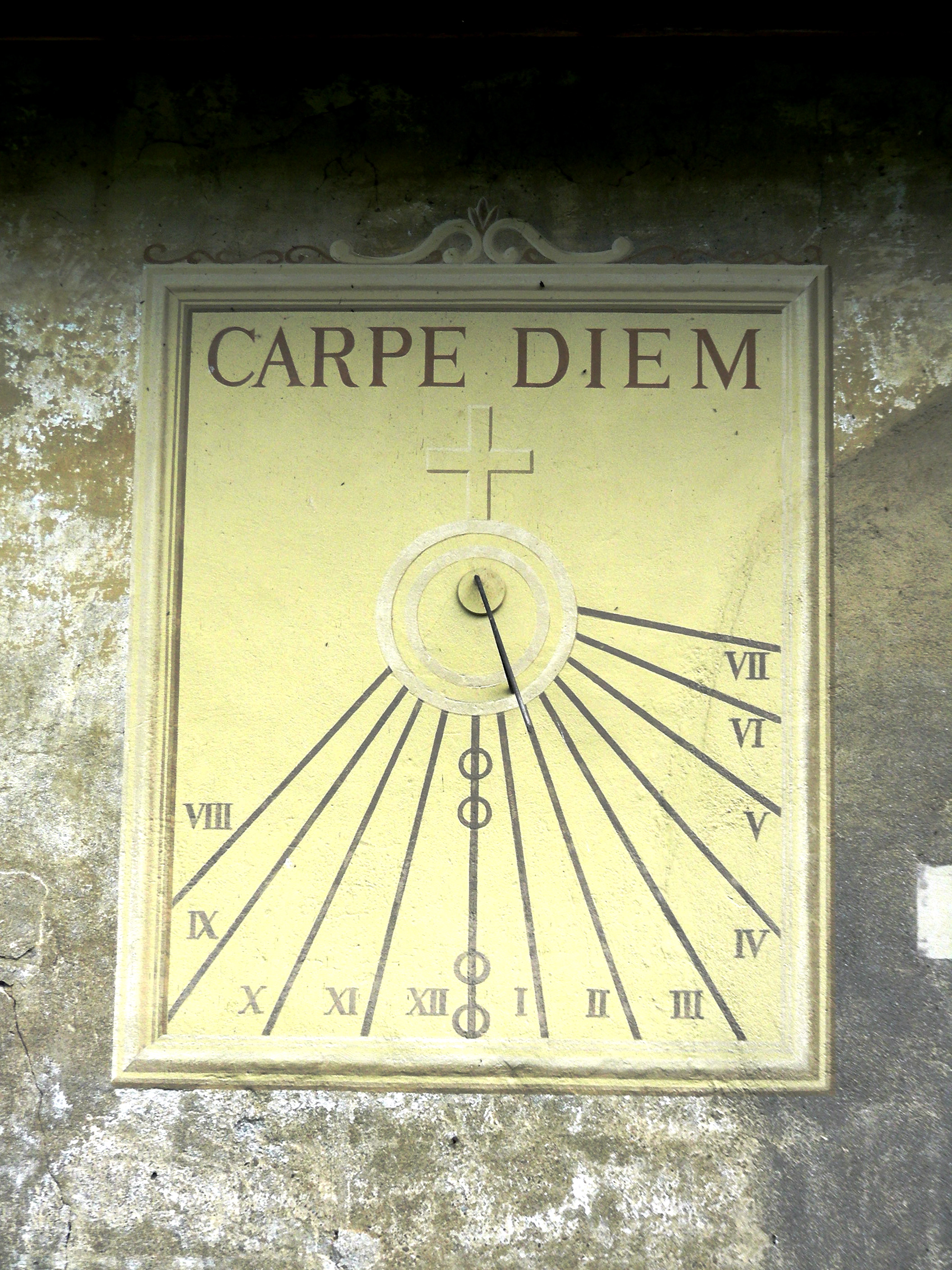
Carpe diem auf einer Sonnenuhr

Zur Popularisierung hat in jüngerer Zeit der Film „Der Club der toten Dichter“ aus dem Jahr 1989 beigetragen.
„Carpe Diem“ ist der zentrale und Lehrsatz dieses Films. Der Mensch sollte aus seinem Leben etwas Besonderes machen; jedes einzelne Leben sollte ein außergewöhnliches sein oder werden.

## Catch-22
Catch-22 wird in der Regel mit Dilemma, Sackgasse, Teufelskreis oder Zwickmühle (für Catch-22-Situation) ins Deutsche übersetzt.

## Cause célèbre
Der bildungssprachlich für einen berühmten oder berüchtigten Streit- oder Kriminalfall verwendete Ausdruck geht auf den französischen Juristen François Gayot de Pitaval zurück, der in seinem Werk Causes célèbres et intéressantes, avec les jugemens qui les ont décidées zwischen 1734 und 1743 in zwanzig Bänden berühmte und interessante Rechtsfälle mit den dazugehörenden Urteilen zusammenstellte.
Zunächst bildete die Sammlung Pitavals das Vorbild und schließlich auch den Oberbegriff „Pitaval“ für die Sammlung von aufsehenerregenden Kriminalfällen, wie „Der neue Pitaval“ von Julius Eduard Hitzig und Willibald Alexis, Egon Erwin Kischs „Prager Pitaval“ und einer Vielzahl anderer Sammlungen.
Beispiele
- Gilles de Rais
- Adolph Beck
- Rosemarie Nitribitt

Cause célèbre ist auch ein Gedicht des Schriftstellers August Heinrich Hoffmann von Fallersleben, das mit folgender Strophe beginnt:
Ihr lieben Herrn, was forschet ihr,

Ob ich wol sei ein Dichter?

Ich habe nichts für euch gemacht,

Ich habe nur ans Volk gedacht,

Das Volk nur ist mein Richter.

## Ceterum censeo.

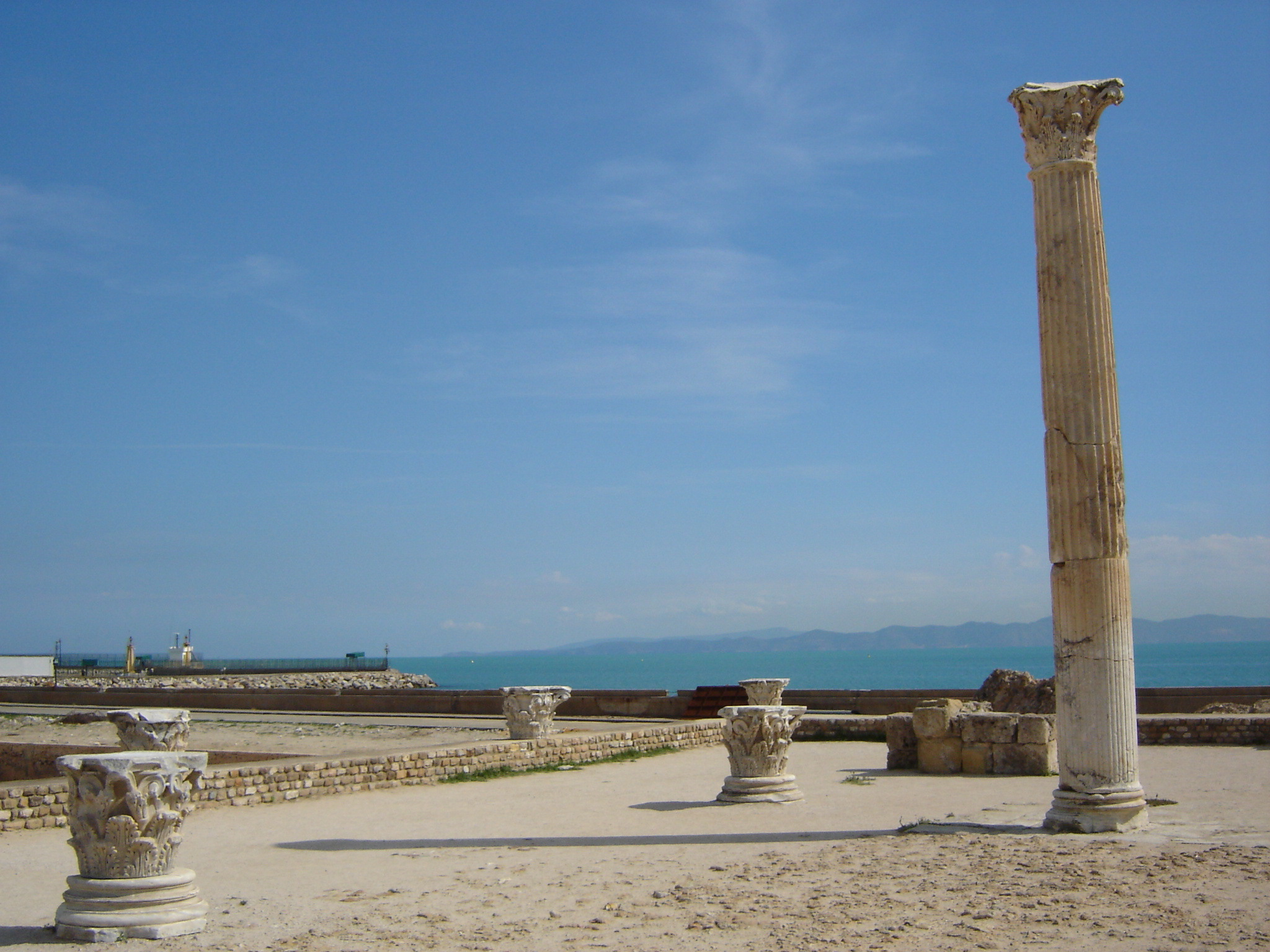
Ruinen von Karthago

Ceterum censeo Carthaginem esse delendam (lateinisch: Im Übrigen bin ich der Meinung, dass Karthago zerstört werden muss.) ist ein Cato zugeschriebener Ausspruch, der in jeder Senatssitzung die Zerstörung Karthagos beantragte. Cato war der Ansicht, dass ohne Vernichtung des wichtigsten phönizischen Handelshafens die Weltmachtstellung Roms nicht zu erreichen war.
Ursprünglich überliefert ist der Satz auf Altgriechisch:

«Δοκεῖ δέ μοι καὶ Καρχηδόνα μὴ εἶναι.»

„Dokei de moi kai Karchēdona mē einai.“

„Und es scheint mir gut, dass auch Karthago nicht mehr sei“

In Anlehnung daran spricht man heute von einem „Ceterum Censeo“, wenn jemand eine Forderung beharrlich wiederholt.
Ceterum censeo Carthaginem esse delendam ist ein Gedicht, das der deutsche Schriftsteller August Heinrich Hoffmann von Fallersleben im Schweizer Exil schrieb und in dem er beklagt, dass „noch ein Feind im deutschen Vaterlande“ die Menschen plagt. Es endet mit folgenden Strophen:
Sind ehrlos doch der Henker und der Schinder

Im deutschen Publikum,

So sei’s der deutsche Censor auch nicht minder:

Der bringt die Seelen um.

Drum auf, ihr Männer, Frauen, Greis’ und Kinder,

Rächt unsers Landes Noth!

Ein Censor ist noch schlimmer als der Schinder –

Dem Censor Fluch und Tod!

## Chacun à son goût.
Diese französische Redensart hat die Bedeutung „jeder nach seinem Geschmack“ und wurde durch das Couplet Ich lade gern mir Gäste ein des Prinzen Orlowsky aus der Operette Die Fledermaus von Johann Strauss bekannt. In seinem Haus nimmt er sich alle Freiheiten, die er seinen Gästen nicht einräumt. Das Couplet lautet:
Ich lade gern mir Gäste ein,

Man lebt bei mir recht fein,

Man unterhält sich, wie man mag,

Oft bis zum hellen Tag.

Zwar langweil ich mich stets dabei,

Was man auch treibt und spricht,

Indes, was mir als Wirt steht frei,

Duld ich bei Gästen nicht.

Und sehe ich, es ennuyiert

Sich jemand hier bei mir,

So pack ich ihn ganz ungeniert,

Werf ihn hinaus zur Tür.

Und fragen Sie, ich bitte,

Warum ich das denn tu?

’s ist mal bei mir so Sitte:

Chacun à son goût!
In der Berliner Umgangssprache kam früher offenbar die Wendung vor: „Jeder nach seinem Chacun.“

## Cherchez la femme!
Cherchez la femme ist eine ins Deutsche übernommene französische Redewendung und meint so viel wie: „Da steckt eine Frau dahinter!“
Als Französisch im 19. Jahrhundert noch Bildungssprache war, drang dieser Ausdruck in die gehobene deutsche Konversation. Meyers Enzyklopädie von 1888 schreibt dazu:

„‚Où est la femme?‘ (‚Wo ist die Frau?‘), Ausspruch französischer Kriminalisten, wonach man bei einem schlauen verbrecherischen Anschlag nach der Frau suchen muß, welche dahinter steckt, daher man auch zitiert: Cherchez la femme! (‚sucht die Frau!‘).“

Der Satz Il y a une femme dans toutes les affaires; aussitôt qu’on me fait un rapport, je dis: Cherchez la femme ist die Devise des Polizeibeamten Jackal in dem Roman über die Pariser Unterwelt Les Mohicains de Paris (Die Mohikaner von Paris) des älteren Alexandre Dumas.

## Christel von der Post
Diese Bezeichnung stammt aus dem Auftrittslied der „Briefchristel“ in Carl Zellers Operette Der Vogelhändler, die von einem Liebespaar, dem Vogelhändler Adam und der Postbotin Christel, handelt. Das Lied beginnt mit den folgenden Zeilen:
Ich bin die Christel von der Post;

Klein das Salär und schmal die Kost.

Aber das macht nichts, wenn man noch jung ist –

Wenn man nicht übel, wenn man im Schwung ist.

Ohne zu klagen

Kann man’s ertragen.
Das Lied endet mit den Versen:
Einen Kuss

Wenn ich muss.

Nur nicht gleich, nicht auf der Stell,

Denn bei der Post geht’s nicht so schnell!

## Chronique scandaleuse
Dieser französische Ausdruck, der im Deutschen mit Skandalchronik übersetzt wird beschreibt die Ereignisse unter König Ludwig XI., aufgezeichnet im Tagebuch des Sekretärs Johanns II., des Herzogs von Bourbon. Die Schrift hieß ursprünglich Chroniques du très-chréstien et victorieux Louys de Valois. Erst ein Buchhändler, der diese Schrift 1611 erneut druckte, soll ihr den Titel Chronique scandaleuse gegeben haben.
Der Ausdruck bezeichnet eine Sammlung von Skandal- und Klatsch-Geschichten einer Epoche oder eines bestimmten Milieus.

## Citius, altius, fortius.

Olympische Ringe

Citius, altius, fortius (lateinisch, zu deutsch: Schneller, Höher, Stärker) ist das heutige Motto der Olympischen Spiele. Es wurde vorgeschlagen von Pierre de Coubertin nach einer Idee des französischen Dominikanermönchs Henri Didon, der mit diesen Worten anlässlich der Eröffnung des ersten Schülersportfestes des Dominikaner-Kollegs Albertus-Magnus in Arcueil am 7. März 1891 den Mitgliedern seines Schulsportvereins einen Wimpel überreichte,
mit der Aufforderung, dass dieser sie „oft zum Sieg, immer zum Wettkampf begleiten sollte“. Pierre de Coubertin, Generalsekretär der französischen Vereinigung der Schüler-Sportvereine war als Wettkampfleiter anwesend und hatte diesen Leitspruch offensichtlich stark verinnerlicht. Wenige Tage später nämlich zitiert er diese Aussage in einem kurzen Bericht zum Verlauf dieser Wettkämpfe in der Fachzeitschrift Les Sport Athlétiques.
1894 schlug Coubertin offensichtlich auf der Schlusssitzung des Gründungskongresses des IOC diese drei Wörter als Devise vor. Im Bulletin hieß es:

„Herr Bréal beendete [seine Tischrede] indem er mit beredten Worten die berühmte Sportdevise, formuliert durch Pater Didon und vom Kongreß angenommen, interpretierte; Citius, Fortius, Altius: schneller, stärker, weiter.“

Die Begriffe „altius“ und „fortius“ waren in dieser Formulierung vertauscht. Vermutlich waren stilistische Gründe dafür ausschlaggebend. 1921 erschien diese Devise zusammen mit den olympischen Ringen auf offiziellen IOC-Drucksachen.

## Civis Romanus sum.
Mit dem lateinischen Satz Civis romanus sum (Ich bin ein römischer Bürger) beriefen sich Verfolgte im Römischen Reich auf ihr römisches Bürgerrecht.
Der Apostelgeschichte zufolge bewahrte dieser Satz den Apostel Paulus vor der Kreuzigung. Er wurde als römischer Bürger durch das Schwert hingerichtet.
Im 19. Jahrhundert forderte der britische Staatsmann Lord Palmerston in seiner „Civis Romanus sum“-Rede, dass das Britische Empire seine Bürger in der Welt genau so schützen sollte wie einst das Römische Reich seine Bürger, die sich im Ausland aufhielten.

## Cogito, ergo sum.

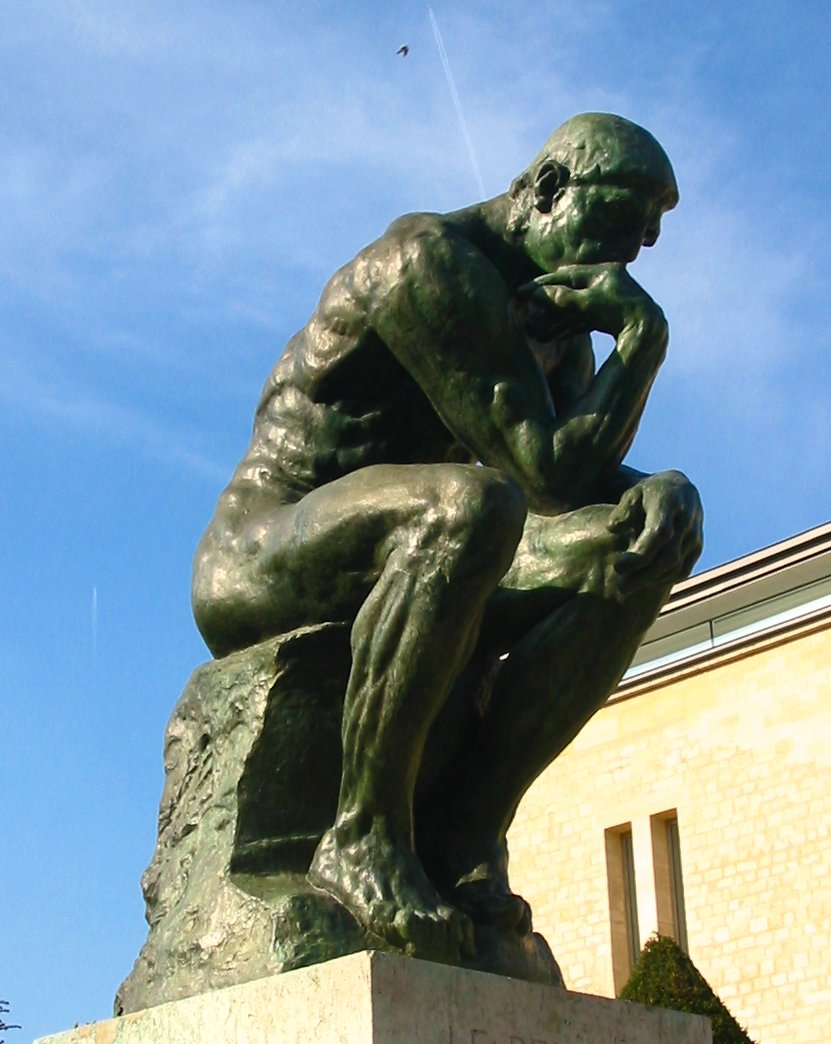
Auguste Rodin: Der Denker

Cogito, ergo sum, ich denke, also bin ich, ist die lateinische Übersetzung der französischen, Descart’schen Definition: „Je pense donc je suis“. Seine berühmte These kommt auch vor in seinem Werk Die Prinzipien der Philosophie:
„Ego cogito, ergo sum.“
Dies ist ein von René Descartes methodisch formulierter Schluss, den er im Anschluss an seinen radikalen Zweifel an die eigene Erkenntnisfähigkeit als nicht weiter zu kritisierendes Fundament in seinem Werk Meditationes de prima philosophia formuliert.
Die Umkehrung Sum, ergo cogito ist ein Gedicht des Schriftstellers August Heinrich Hoffmann von Fallersleben, das mit folgender Strophe beginnt:
Laßt uns unsern Geist versenken

In des Wissens tiefes Meer!

Laßt uns denken, immer denken!

Ei, das ziert den Deutschen sehr.

Und wenn man uns fragt: wie geht’s?

Sagen wir: wir denken stets.

## Coincidentia Oppositorum
Dieser lateinische philosophische Fachausdruck (Zusammenfall der Gegensätze) ist ein zentraler Begriff im Denken des Kirchenrechtlers Nikolaus von Kues. Am Beispiel der Kreislinie, die bei einem unendlich großen Radius des Kreises mit der Geraden zusammenfällt, verdeutlicht er seine Vorstellung von Gott als einem allumfassenden Wesen, in das auch die gegensätzlichsten Dinge eingebettet sind.

## Condicio sine qua non
Die Condicio-sine-qua-non-Formel (von lat. condicio sine qua non; „Bedingung, ohne die nicht“) ist eine Methode in der Rechtswissenschaft und Rechtspraxis sowie der Philosophie, mit der festgestellt wird, ob ein Vorgang oder eine Handlung ursächlich für eine bestimmte Tatsache ist.
Die Beurteilung der Kausalität ist zum Beispiel von Bedeutung im Strafrecht und im Schadenersatzrecht.

## Corpus Delicti
Der lateinische Begriff Corpus Delicti bezeichnet ein Beweisstück, durch das ein Täter der Straftat überführt werden kann, etwa die Tatwaffe. Der Ausdruck geht auf den Rechtswissenschaftler Prosper Farinacius (1544–1613) zurück, der in seiner 1581 erschienenen lateinischen Schrift Variae Quaestiones („Verschiedene Fragen“) damit den Gesamttatbestand bezeichnete:

“Primum Inquisitionis requisitum est probatio corporis delicti.”

„Das erste Erfordernis richterlicher Untersuchung ist die Prüfung des Thatbestandes.“

## Corriger la fortune
Dies ist eine französische euphemistische Umschreibung für „falschspielen“ und bedeutet wörtlich „das Glück korrigieren“.
Die Wendung findet sich zuerst in der 5. Satire Boileaus an den Marquis de Dangeau aus dem Jahr 1665 bei der Schilderung eines
heruntergekommenen Adligen, der seine Verhältnisse durch den Verkauf seiner Ahnenbilder aufbessern will.
Corriger la fortune ist wohl das berühmteste Zitat des Lustspiels Minna von Barnhelm von Gotthold Ephraim Lessing, in dem ein abgebrannter Spieler und entlassener Soldat erfolgreich versucht, sich bei Minna von Barnhelm frisches Geld für neue Spieleinsätze zu verschaffen.

## Così fan tutte.

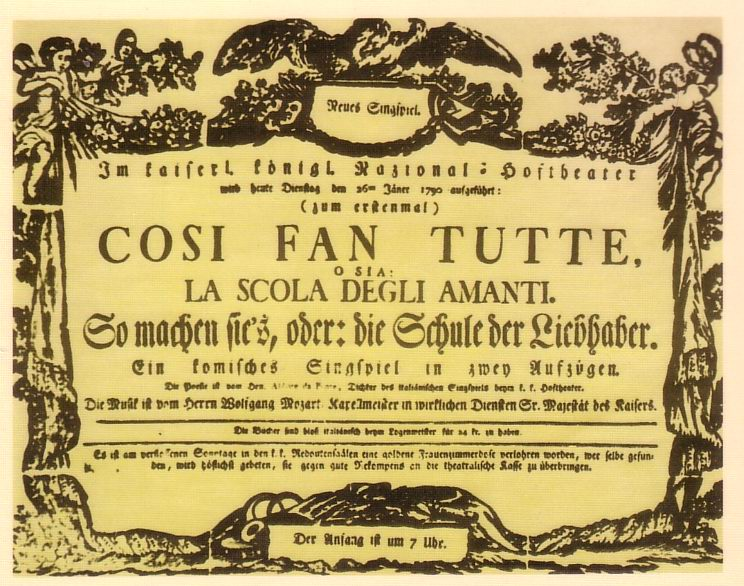
Theaterzettel der Uraufführung von Così fan tutte, 1790

Die Oper Così fan tutte ossia La scuola degli amanti (italienisch: So machen es alle (Frauen) oder Die Schule der Liebenden) ist eine komische Oper von Wolfgang Amadeus Mozart nach einem Text von Lorenzo da Ponte.
Die jungen Offiziere Ferrando und Guglielmo rühmen sich, dass die beiden Schwestern Dorabella und Fiordiligi, die sie über alles lieben, ihnen niemals untreu werden könnten. Don Alfonso aber hat seine eigenen Erfahrungen und schlägt deswegen Ferrando und Guglielmo vor, doch eine Wette abzuschließen, wenn sie so sicher wären.
Währenddessen schwärmen sich die Frauen im Garten des Hauses gegenseitig von der unverbrüchlichen Liebe ihrer Partner vor.
Die Oper war lange Zeit umstritten. Schon kurz nach Mozarts Tod wurde Kritik am amoralischen Textbuch geübt.

## Courage ist gut, aber Ausdauer ist besser.
Diese Ansicht äußert die Hauptfigur Dubslav von Stechlin im 4. Kapitel von Theodor Fontanes Roman Der Stechlin gegenüber einem Regimentskameraden seines Sohnes. Er bezieht sich damit auf die große Zeit der Heiligen Allianz:

„Große Zeit ist es immer nur, wenn’s beinah schief geht, wenn man jeden Augenblick fürchten muß: ‚Jetzt ist alles vorbei.‘ Da zeigt sich’s. Courage ist gut, aber Ausdauer ist besser. Ausdauer, das ist die Hauptsache.“

Mit dem Zitat bekräftigt man seine Absicht, ein Ziel durch Geduld zu erreichen und auf riskante Aktionen zu verzichten.

## Credo, quia absurdum.
Dieser lateinische Satz geht möglicherweise auf den lateinischen Kirchenschriftsteller Tertullian zurück und bedeutet:
„Ich glaube, weil es der Vernunft zuwiderläuft.“
In Tertullians Schrift De carne Christi heißt es:
„Et mortuus est Dei Filius; prorsus credibile, quia ineptum est.“
„Dass Gottes Sohn gestorben ist, ist geradezu eine Sache für den Glauben, weil es ungereimt ist (und sich nicht begreifen lässt).“
Der Sinn liegt darin, dass gewisse Glaubenswahrheiten so unvorstellbar sind, dass man sich eher vorstellen kann, sie seien tatsächlich wahr, als dass jemand auf den Gedanken gekommen wäre. Einer buchstäblichen Deutung, dass man völlig widersinnige Aussagen zu glauben habe, wurde von der Scholastik passim widersprochen.

## Credo, ut intellegam.
Dieser lateinische Satz stammt vom Theologen Anselm von Canterbury und bedeutet:
„Ich glaube, damit ich erkenne.“
Anselm bezieht sich damit auf den Propheten Jesaja:
„Glaubt ihr nicht, so werdet ihr nicht verstehen.“
Außerdem zitiert er den Kirchenvater Augustinus, der es in seinem Tractatus in Sanctum Joannem so formulierte:
„Credimus ut cognoscamus, non cognoscimus ut credamus.“
„Wir glauben, damit wir erkennen; wir erkennen nicht, damit wir glauben.“
Anselm vertrat die Ansicht, dass auch der Glaube mit philosophischen Mitteln zu interpretieren sei.

## Crème de la crème
Crème de la crème ist ein häufig ironisch gebrauchter französisierender Ausdruck, der sich zum ersten Mal in der Leipziger Zeitschrift Die Grenzboten von 1842 findet. Er wird heute noch im Sinne von „höchste Vertreter der gesellschaftlichen Oberschicht“ gebraucht.
Das Wort Creme bzw. Kreme leitet sich vom französischen Wort „crème“ (= Sahne, Rahm) aus dem lateinischen „chrisma“ und dem griechisch „chriein“ her, welches salben bedeutet und ist etymologisch verwandt mit dem Wort Christus.

## Cui bono?
„Cui bono“ („Wem nützt es?“) ist die lateinische Kernfrage der Kriminalistik nach dem Tatmotiv bei der Aufklärung eines Verbrechens. Es handelt sich dabei um ein Zitat, das Marcus Tullius Cicero in seinen Reden Pro Milone und Pro Roscio Amerino als einen Ausspruch des Konsuln Lucius Cassius Longinus Ravilla anführt. Bei römischen Gerichtsurteilen spielte die Frage Cui bono? eine wichtige Rolle, weil die römische Rechtsprechung utilitaristisch ausgerichtet war und es vermied, Urteile zu fällen, die niemandem nutzten.
Der Philosoph und Dramatiker Lucius Annaeus Seneca verwendete den Ausdruck leicht abgewandelt in seiner Tragödie Medea:

“Cui prodest scelus, is fecit.”

„Wem das Verbrechen nützt, der hat es begangen.“

## Cuius regio, eius religio.
Das lateinische Zitat Cuius regio, eius religio („Wes das Land, des der Glaube“) besagte, dass derjenige, der die Macht ausübt, in seinem Bereich die Religion bestimmt. Während der Reformationszeit wird dieses Prinzip unter der Bezeichnung Jus reformandi in Deutschland zum Rechtssatz umfunktioniert. Mit dem Passauer Vertrag von 1552 und im Augsburger Religionsfrieden von 1555 wird ein politisches Patt zwischen Kaiser, lutherischen und katholischen Landesherren des Heiligen Römischen Reiches dahingehend umgeformt, dass jeder in seinem Territorium die dort geübte Konfession bestimmen darf.
Dieser Rechtssatz führte auf der einen Seite dazu, dass die Untertanen gegebenenfalls durch ihren Landesherren zum Konfessionswechsel gezwungen werden konnten. Einzige Möglichkeit, sich dagegen zu wehren – und diesen Rechtsanspruch sah der Augsburger Religionsfrieden ebenfalls vor –, war die Freiheit, auszuwandern.
Geprägt wurde diese Formel von dem Greifswalder Kanonisten Joachim Stephani, der das Ergebnis des Augsburger Religionsfriedens von 1555 auf die Formel von vier Wörtern reduzierte.
Der Psychoanalytiker Alexander Mitscherlich schreibt in seinem Buch Die Unfähigkeit zu trauern:

„Cuius regio, eius religio gilt auch für die heutigen Reiche totalitärer Herrschaft. Die Legitimität, sich eine persönliche Moral bilden zu dürfen, ist historisch wohl sehr viel jünger. Sie ist ein hart errungenes Zugeständnis an die Toleranz.“

## Cum grano salis
Der lateinische Ausdruck Cum grano salis geht auf eine Stelle in der „Naturgeschichte“ von Plinius dem Älteren zurück, wo er schreibt, dass die Wirkung eines Gegengiftes nur durch die Beigabe von einem Körnchen Salz gewährleistet sei. Plinius schreibt, dass General Pompeius ein Mittel gegen Schlangengift gefunden habe, und empfiehlt, dem Mittel bei der Einnahme ein Salzkorn hinzuzufügen, addito salis grano, was umgestaltet wurde zu cum grano salis (mit einem Korn Salz).
Unklar ist, ob Plinius Zweifel an der Wirksamkeit des Rezeptes hatte und deswegen ironisch den Zusatz von Salz empfahl.
Der Ausdruck wird heute meist verwendet, um eine Aussage einzuschränken und den Hörer darauf aufmerksam zu machen, dass das Gesagte möglicherweise nicht in jeder Hinsicht wörtlich zu nehmen ist. Im heutigen Sprachgebrauch hat es also ungefähr die Bedeutung von „mit Einschränkungen“.